# 필립 올리버
필립 올리버(Philip Olivier, 1980년 6월 4일 ~ )는 잉글랜드의 배우이자 모델이다.